# Карл Юган Бергман
Карл Юган Бергман (швед. Carl Johan Bergman, 14 березня 1978) — шведський біатлоніст, чемпіон світу.
Бергман розпочав брати участь у гонках Кубку світу в сезоні 2001/2002. Свою першу перемогу він здобув у сезоні 2005/2006 в спринтерській гонці в Контіолахті. Всі свої подіуми на чемпіонатах світу він вибороював у складі змішаної естафети.

## Статистика
У таблиці наведено статистику виступів біатлоніста в Кубку світу.
- Місця 1–3: кількість подіумів
- Чільна 10: кількість фінішів у першій десятці
- В очках: кількість виступів, на яких біатлоніст здобував очки
- Старти: кількість стартів
- Естафета: включно зі змішаною

| Місця                              | Індивід. | Спринт | Персьют | Мас-старт | Естафета | Разом |
| ---------------------------------- | -------- | ------ | ------- | --------- | -------- | ----- |
| 1                                  |          | 1      |         |           | 3        | 4     |
| 2                                  |          |        | 1       | 1         | 2        | 4     |
| 3                                  |          | 3      | 1       |           | 2        | 6     |
| Чільна 10                          | 8        | 17     | 13      | 4         | 47       | 89    |
| В очках                            | 13       | 51     | 42      | 24        | 55       | 185   |
| Стартів                            | 27       | 85     | 58      | 24        | 55       | 249   |
| Станом на: кінець сезону 2009/2010 |          |        |         |           |          |       |